# Kasachische Badmintonnationalmannschaft
Die kasachische Badmintonnationalmannschaft (kasachisch Бадминтондан Қазақстан ұлттық құрамасы) repräsentiert Kasachstan in internationalen Badmintonwettbewerben. Es gibt separate Nationalmannschaften für Junioren, Damen, Herren und gemischte Teams. Das Nationalteam repräsentiert die Kazakhstan Badminton Federation.

## Teilnahme an BWF-Wettbewerben
Sudirman Cup
| Jahr | Resultat                  |
| ---- | ------------------------- |
| 1993 | 32. – Gruppe 8            |
| 1995 | 32. – Gruppe 8            |
| 1997 | 37. – Gruppe 5            |
| 1999 | 38. – Gruppe 5 Relegation |
| 2001 | 41. – Gruppe 6            |
| 2005 | 30. – Gruppe 4            |
| 2013 | 30. – Gruppe 3            |
| 2015 | 34. – Gruppe 4            |
| 2019 | 30. – Gruppe 4            |

## Wettbewerbe von Badminton Asia
Herrenteam
| Jahr | Resultat     |
| ---- | ------------ |
| 2018 | Gruppenphase |
| 2020 | Gruppenphase |
| 2022 | Gruppenphase |

Damenteam
| Jahr | Resultat        |
| ---- | --------------- |
| 2020 | Viertelfinalist |
| 2022 | Gruppenphase    |

Gemischtes Team
| Jahr | Resultat           |
| ---- | ------------------ |
| 2023 | Gruppenphase – 13. |

## Regionale Wettbewerbe von Badminton Asia

### Zentralasien
Gemischtes Team U17
| Jahr | Resultat |
| ---- | -------- |
| 2022 | Finalist |

Gemischtes Team U15
| Jahr | Resultat |
| ---- | -------- |
| 2022 | Finalist |

## Nationalspieler
Herren
- Jangir Ibrayev
- Khaitmurat Kulmatov
- Artur Niyazov
- Andrey Shalagin
- Makhsut Tajibullayev

Frauen
- Nargiza Rakhmetullayeva
- Arina Sazonova
- Kamila Smagulova
- Aisha Zhumabek
- Dilyara Dzhumadilova